# Ferenc Tóth
Ferenc Tóth   (Szeged, 8 de febrer de 1909 - Budapest, 26 de febrer de 1981) va ser un lluitador hongarès, que va competir durant les dècades de 1930 i 1940. Combinà la lluita grecoromana i la lluita lliure.
El 1936 va prendre part en els Jocs Olímpics d'Estiu de Berlín, on fou cinquè en la categoria del pes ploma del programa de lluita lliure. El 1948, als Jocs de Londres, va disputar dues proves del programa de lluita. En la categoria del pes ploma de lluita grecoromana guanyà la medalla de bronze, mentre en la mateixa categoria de lluita lliure fou quart.
En el seu palmarès també destaquen set medalles al Campionat d'Europa de lluita, tres en lluita grecoromana i quatre en lluita lliure, entre les edicions de 1933 i 1939. Entre 1931 i 1948 va guanyar vint campionats hongaresos.